# Kisdombegyház
Kisdombegyház es un pueblo ubicado en el distrito de Mezőkovácsháza, condado de Békés, Hungría.

## Superficie
Posee una superficie de 12,61 kilómetros cuadrados.

## Demografía
Hasta 2022 la población era de 373 habitantes, con una densidad de población de 29,58 habitantes por kilómetro cuadrado.